# 利奧波德 (密蘇里州)
利奧波德（英語：Leopold）是位於美國密蘇里州波林格縣的非建制地區。

## 歷史
利奧波德的郵局自1887年營運至今。

## 地理
利奧波德所處的海拔為高於海平面191米（即627英呎），而該地所採用的時區為UTC-6，即北美中部時區（CST）。同時該地設有夏令時間，為UTC-6調快一小時，即UTC-5（CDT）。